# Асакита (Хиросима)
Асакита (яп. 安佐北区 [asa kʲi̥ta ku̥]) — район города Хиросима префектуры Хиросима в Японии. По состоянию на 1 октября 2007 площадь района составляла 353,35 км². По состоянию на 1 июня 2011 население района составило 149 397 человек.

## Символы района
Эмблема Асакиты — стилизованное изображение иероглифического знака 北 (кита) — «север», который представлен в форме четырех покрытых лесом гор, символизирующих местности Аса, Кабэ, Коё и Сираки. Горы разделены вертикальной полосой, которая олицетворяет реки. Эмблема символизирует северное положение района, его богатую горную природу и неисчерпаемый потенциал.
Флаг Асакиты — полотнище белого цвета, стороны которого соотносятся как 2 к 3. В центре полотнища размещена эмблема района зеленого цвета. Зеленая и белая краски символизируют «природу» и «мир».

## Общие сведения
Район Асакита находится в северо-восточной части Хиросимы. Он был сформирован в 1980 году на основе посёлков Кабэ, Коё и Аса уезда Аса и посёлка Сираки уезда Таката в связи с присоединением их к Хиросиме и получением последней статуса города, определённого указом правительства. Название происходит от исторического уезда Аса.
В Асаките преобладает гористый рельеф, с богатыми горными лесами и ручьями. Высшей точкой района является гора Сираки высотой 889,3 м. Также много меньших гор высотой до 700—600 м, которые связаны между собой — Дотоко, Бидзэнбо, Онигасиро, Кабэкан и другие. По району протекают реки Нэтан и Нисино, которые сливаются с рекой Ота и впадают во Внутреннее Японское море.
Через Асакиту пролегают городские и региональные автострады, железнодорожные линии Кабэ и Гэйби железнодорожной компании JR West, государственные автодороги № 54, № 191 и № 261.
Асакита служит большим «спальным районом» Хиросимы. Здесь развит частный сектор, поэтому часто у домов и вдоль рек можно увидеть заливные поля и огороды. В районе расположены также небольшие заводы и магазины.
Асакита имеет много парков и мест для отдыха. «Визитной карточкой» района является Хиросимский зоопарк.